# Hensley Paulina
Hensley Paulina (Willemstad (Curaçao), 26 juni 1993) is een Nederlandse atleet, die zich heeft toegelegd op de sprintnummers. Hij veroverde een viertal nationale titels bij de jeugd en een bronzen medaille op de Europese kampioenschappen U23 in Tampere in 2013.

## Loopbaan
De in Willemstad op Curaçao woonachtige Paulina traint onder begeleiding van Jurgen Faneyt en is, net als vele andere van de Antillen afkomstige sprinters, lid van Rotterdam Atletiek.
Zijn internationaal meest aansprekende prestatie leverde Paulina tot nu toe op de Europese kampioenschappen voor neo-senioren in Tampere in juli 2013 waar hij, na als zesde tijdsnelste de finale van de 100 m te hebben behaald, verraste door in die finale naar een bronzen medaille te snellen in de persoonlijke recordtijd van 10,48 s. Ruim een week later verbeterde hij zich op de Nederlandse kampioenschappen in het Olympisch Stadion in Amsterdam alweer door achter winnaar Churandy Martina (1e in 10,04) tweede te worden in 10,37. Het leidde ertoe dat hij door de Atletiekunie werd opgenomen in de ploeg voor de wereldkampioenschappen in Moskou, waar hij deel uitmaakte van het Nederlandse team op de 4 x 100 m estafette, dat vijfde werd.

## Nederlandse kampioenschappen
Outdoor
| Onderdeel | Jaar |
| --------- | ---- |
| 100 m     | 2019 |

## Persoonlijke records
Outdoor
| Onderdeel | Prestatie          | Datum         | Plaats      |
| --------- | ------------------ | ------------- | ----------- |
| 100 m     | 10,23 s (+0.4 m/s) | 22 april 2016 | Gainesville |
| 150 m     | 15,45 s (+0,9 m/s) | 19 mei 2018   | Lisse       |
| 200 m     | 20,62 s (+0.6 m/s) | 24 juni 2016  | Rhede       |

Indoor
| Onderdeel | Prestatie | Datum        | Plaats   |
| --------- | --------- | ------------ | -------- |
| 60 m      | 6,64 s    | 5 maart 2016 | Jablonec |

## Palmares

### 60 m
- 2014:  NK indoor - 6,86 s
- 2016:  NK indoor - 6,69 s
- 2020:  NK indoor - 6,72 s
- 2023: 5e NK indoor - 6,83 s

### 100 m
- 2009: 6e in ¼ fin. WK voor B-junioren in Bressanone - 11,05 s (in serie 10,93 s)
- 2011: .. in serie Centraal-Amerikaanse en Caribische kamp. te Mayagüez - 11,04 s
- 2012: 6e in serie WJK te Barcelona - 10,81 s[1]
- 2013:  EK U23 te Tampere - 10,48 s
- 2013:  NK - 10,37 s
- 2015: 8e FBK Games - 10,45 s
- 2015:  Gouden Spike - 10,31 s
- 2015: 4e EK U23 te Tallinn - 10,40 s (+0,0 m/s) (in ½ fin. 10,29 s)
- 2015:  NK - 10,33 s (+0,8 m/s)
- 2015: 7e Flame Games - 10,55 s (+0,8 m/s)
- 2016:  NK - 10,39 s (+1,3 m/s)
- 2018: 8e in ½ fin. EK - 10,38 s (in serie 10,34 s)
- 2019: 7e FBK Games - 10,25 s (+0,6 m/s)
- 2019:  NK - 10,35 s (-1,2 m/s)
- 2021:  NK - 10,46 s (+0,7 m/s)
- 2022:  NK - 10,39 s (+0,2 m/s)
- 2023:  NK - 10,38 s (+0,3 m/s)

### 150 m
- 2016:  Ter Specke Bokaal te Lisse - 15,47 s (-2,2 m/s)
- 2018:  Ter Specke Bokaal - 15,45 s (+0,9 m/s)

### 200 m
- 2014: 5e NK - 21,38 s
- 2015:  Gouden Spike - 21,09 s
- 2023:  NK 200 m - 21,32 s (-2,4 m/s)
- 2024:  NK indoor – 21,42 s

### 4 x 100 m
- 2013: 5e WK - 38,37 s
- 2014: DNF B-fin. World Athletics Relays in Nassau (in serie 38,52 s)
- 2015: 7e B-fin. World Athletics Relays in Nassau - 39,41 s (in serie 39,14 s)
- 2017: DNF World Athletics Relays in Nassau (in serie 38,71 s)
- 2018:  Müller Anniversary Games - 38,21 s (NR)
- 2018:  EK - 38,03 s (NR)
- 2019: 4e in serie World Athletics Relays in Yokohama - 38,67 s
- 2019: DQ WK (in serie 37,91 s = NR)
- 2021: DNF World Athletics Relays in Chorzów (in serie 38,79 s)